# Obsjtina Svoge
Obsjtina Svoge (bulgariska: Община Своге) är en kommun i Bulgarien.   Den ligger i regionen Sofijska oblast, i den västra delen av landet, 30 km norr om huvudstaden Sofia. Antalet invånare är 22 334. Arean är 869 kvadratkilometer.
Terrängen i Obsjtina Svoge är kuperad åt sydväst, men åt nordost är den bergig.
Obsjtina Svoge delas in i:
- Breze
- Vlado Tritjkov
- Gabrovnitsa
- Bov
- Lakatnik
- Druzjevo
- Zimevitsa
- Iskrets
- Lukovo
- Milanovo
- Osenovlag
- Rebrovo
- Svidnja
- Tompsăn
- Tserovo

Följande samhällen finns i Obsjtina Svoge:
- Svoge

I omgivningarna runt Obsjtina Svoge växer i huvudsak lövfällande lövskog. Runt Obsjtina Svoge är det ganska glesbefolkat, med 28 invånare per kvadratkilometer.